# Błąd rezydenta
Błąd rezydenta (ros. Ошибка резидента, Oszibka riezidienta) – radziecki film z roku 1968, pierwszy z tetralogii o Michaile Tuljewie. Jest adaptacją pierwszej i drugiej części powieści Olega Szmieliowa i Wiktora Wostokowa Błąd rezydenta.

## Fabuła
Doświadczony wywiadowca Michaił Tuljew, syn emigranta rosyjskiego, przybywa do ZSRR ze starą legendą, zaopatrzoną się jeszcze hitlerowską Abwehrą. Tuljew musi umocować się w miejscu i stworzyć sieć agenturalną. Na ślad nielegalnego rezydenta pod pseudonimem «Nadzieja» trafia KGB dzięki dziwnemu anonimowi z zagranicy. Tuljew nie podejrzewa, że jego nowy agent, zręczny i pomysłowy złodziej Bekas, naprawdę jest kontrwywiadowcem, który będzie kontrolował każdy krok rezydenta i zagra ważną rolę w jego losie.

## Obsada
- Gieorgij Żżonow jako Michaił Tuljew, «Nadzieja»
- Michaił Nożkin jako «Bekas» – Paweł Sinicyn, oficer kontrwywiadu
- Oleg Żakow jako Jan Dębowicz
- Jefim Kopielan jako gen. Sergejew
- Nikołaj Prokopowicz jako płk. Markow
- Eleonora Szaszkowa jako Maria
- Wadim Zacharczenko jako Łazariew (Leonid Krug)
- Nikołaj Grabbe jako Wiktor Krug
- Erwin Knausmüller jako Sebastian
- Nikołaj Brilling jako Alexander
- Nikołaj Bubnow jako graf Tuljew
- Rostisław Platt jako Kazin
- Ernst Zorin jako Alik Stupin
- Gleb Płaksin jako szef obcej centrali wywiadowczej
- Aleksandr Greczanyj jako Terentjew
- Sofja Fadejewa jako matka Sinicyna
- Irina Miroszniczenko jako Rita